# Beate Bartel
Beate Bartel, née en 1957 à Berlin, est une guitariste et bassiste allemande jouant dans des groupes industriels, expérimentaux et bruitistes.

## Parcours
Avant qu'elle ne fonde le groupe en mai 1979 Mania D avec Gudrun Gut, Karin Luner, Eva Gössling et Bettina Köster, Beate Bartel travaillait comme ingénieur du son à l'émetteur de télé et radiodiffusion ouest-berlinois Sender Freies Berlin (émetteur du Berlin libre) C'est elle qui est à l'origine du nom du girls band Mania D. Elle était également l'un des quatre membres fondateurs d'Einstürzende Neubauten. Elle a joué au premier concert en public du groupe, le 1er avril 1980 dans la discothèque Moon, à Berlin. en 1981, Bartel a fait scission d'avec Mania D. et a entamé une collaboration avec Christian Haas, qui avait lui-même quitté D.A.F. peu de temps auparavant, dans un projet du nom de CHBB-ChrisloHaasBeateBartel. Ils ont sorti quatre cassettes de dix minutes sur le label Klar! 80 à Düsseldorf. Le magazine musical Sounds a évoqué « une monotonie artistique très travaillée, qui finit quand même par mettre le feu au cul ».
La même année, Bartel et Haas fondent le groupe Liaisons Dangereuses et produisent un album éponyme dans la foulée, produit par Conny Plank. Le single Los niños del parque extrait de cet album est devenu l'un des plus vendus à l'époque dans la scène underground et a été de nombreuses fois samplé par la suite. En 1982, elle crée avec Gudrun Gut et Manon Pepita Duursma le projet expérimental Matador.
En 2004 elle est revenue sur scène avec Bettina Köster pour jouer le titre Kill the 80s.

## Discographie
- 1980 : Track 4, Mania D, Single, Monogam 002
- 1980 : Moon, 1. April 1980 / Liveaufnahme in Kunstkopfstereo
- 1981 : CHBB 1 – Schwarz“, C-10, Klar! 80
- 1981 : CHBB 2 – Rot“, C-10, Klar! 80
- 1981 : CHBB 3 – Blau“, C-10, Klar! 80
- 1981 : CHBB 4 – Silber“, C-10, Klar! 80
- 1981 : Liaisons Dangereuses, LP, Teldec 66.22 433-01
- 1982 : Los niños del parque, Single, Liaisons Dangereuses
- 1983 : Los niños del parque, Maxisingle,
- 1983 : Falschgeld, Einstürzende Neubauten, LP Some Bizzare SBVART 2
- 1987 : A Touch Beyond Canned Love, Matador, CD, What's So Funny About SF 40
- 2007 : Soul Sheriff, Thomas Wydler, CD, Liaisons Records LiReCD002

## Filmographie
- 1980 : Woman in Rock, Regie: Wolfgang Büld ARD, VHS, A Studio K7, Berlin
- 1987 : Liaisons Dangereuses, VHS, Ikon – IKON 22
- 1995 : Girls Bite Back – Regie: Wolfgang Büld